# Regionalverband Neckar-Alb
Der Regionalverband Neckar-Alb gehört zu den zwölf Raumordnungs- und Planungsregionen in Baden-Württemberg. Er umfasst den Landkreis Reutlingen, den Landkreis Tübingen und den Zollernalbkreis.

## Regionalplanung
Als Träger der Regionalplanung in der Region wurde zum 1. Januar 1973 der Regionalverband Neckar-Alb als Körperschaft des öffentlichen Rechts eingerichtet. Er ist einer von zwölf Regionalverbänden in Baden-Württemberg, von denen zwei auch über die Landesgrenzen hinaus zuständig sind. Die Geschäftsstelle des Regionalverbands befindet sich seit dem 1. November 1992 in Mössingen, nachdem sie ihren Sitz zuvor in Tübingen hatte. Die Verbandsversammlung umfasst 60 Mitglieder, die alle fünf Jahre gewählt werden.

## Einwohnerentwicklung
Die Einwohnerzahlen sind Volkszählungsergebnisse (¹) oder amtliche Fortschreibungen des Statistischen Landesamts Baden-Württemberg (nur Hauptwohnsitze).
| Datum             | Einwohner |
| ----------------- | --------- |
| 31. Dezember 1973 | 577.701   |
| 31. Dezember 1975 | 573.689   |
| 31. Dezember 1980 | 583.722   |
| 31. Dezember 1985 | 591.107   |
| 25. Mai 1987 ¹    | 592.346   |
| 31. Dezember 1990 | 633.896   |

| Datum             | Einwohner |
| ----------------- | --------- |
| 31. Dezember 1995 | 668.887   |
| 31. Dezember 2000 | 679.421   |
| 31. Dezember 2005 | 691.248   |
| 31. Dezember 2010 | 690.628   |
| 9. Mai 2011 ¹     | 671.575   |
| 31. Dezember 2015 | 692.545   |

| Datum             | Einwohner |
| ----------------- | --------- |
| 31. Dezember 2018 | 703.014   |

## Raumplanung

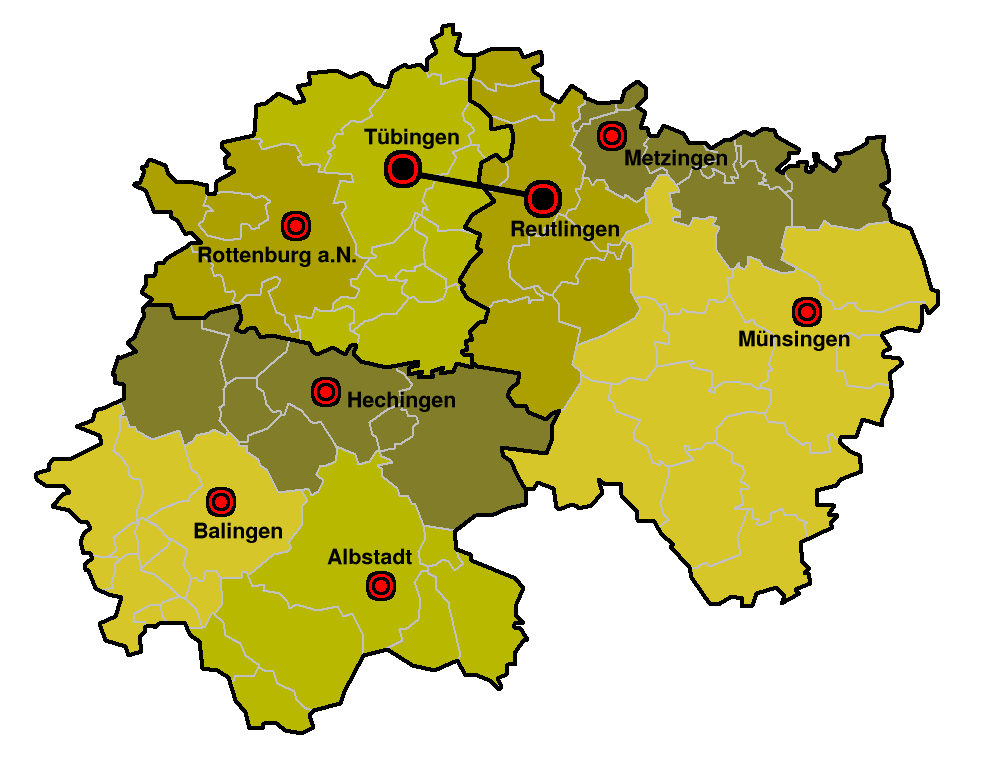
Karte der Mittelbereiche in der Region Neckar-Alb

Als Oberzentrum ist in der Region Neckar-Alb Tübingen/Reutlingen als Doppelzentrum ausgewiesen. Es existieren die folgenden Mittelbereiche, deren Abgrenzung in den Artikeln zu den jeweiligen Städten zu finden ist:
- Albstadt
- Balingen
- Hechingen
- Metzingen
- Münsingen
- Reutlingen
- Rottenburg
- Tübingen

## Verbandsvorsitzende
- 1973–1984: Erich Barthold
- 1984–1994: Hans Hoss (bis 1974 Oberbürgermeister der Stadt Ebingen)
- 1994–2000: Norbert Roth (bis 1996 Bürgermeister der Stadt Hechingen)
- 2000–2009: Edmund Merkel (bis 2007 Oberbürgermeister der Stadt Balingen)
- seit 2009: Eugen Höschele

## Verbandsdirektoren
- 1974–1982: Hans Auer
- 1982–1984: Jörg König
- 1984–2008: Dieter Gust
- 2008–2016: Angela Bernhardt
- seit 2016: Dirk Seidemann